# Fuck Bitches Get Money
Fuck Bitches Get Money (stilisiert als FVCKB!TCHE$GETMONE¥) ist das zweite Studioalbum des deutschen Rappers Shindy. Es erschien am 10. Oktober 2014 in einer Standard- und Deluxe-Version, inklusive zwei Bonussongs über Bushidos Label ersguterjunge.

## Produktion
Die Beats wurden von unterschiedlichen Produzenten geschaffen. Im Vergleich zu seinem Debütalbum NWA produzierte Shindy auf FVCKB!TCHE$GETMONE¥ weniger Beats selbst. Die Hausproduzenten Beatzarre und Djorkaeff steuerten einige Instrumentals bei.

## Covergestaltung
Das Albumcover der Deluxe-Version zeigt Shindys Gesicht mit einer Zigarette im Mund. Er richtet den Blick direkt auf den Betrachter. Das Gesicht ist mit einem Facetteneffekt bearbeitet worden. Der Hintergrund ist in einem roten Farbton gehalten und wurde ebenfalls mit einem leichten Facetteneffekt unterlegt. Das gelbfarbige Logo von Shindy befindet sich mit einer leichten Schräglage links unten neben dem Bart. Unmittelbar darunter steht mittig gesetzt der Titel FVCKB!TCHE$GETMONE¥. Das Cover der Standard-Version ist ebenso gestaltet, einzig der Hintergrund ist in einem blauen Farbton gehalten.

## Gastbeiträge
Auf fünf Liedern befinden sich Gastbeiträge von drei verschiedenen Künstlern. So ist auf den Songs Bang Bang, Sterne und Nikotin & Alkohol Labelchef Bushido vertreten. Auf dem Titel No Joke ist der aus einigen von Bushido stammenden Musikvideos bekannte Rapper Ali Bumaye als Gast zu hören. Als dritter und letzter Gastmusiker ist der Rapper Kollegah auf dem Song Alle meine Fans vertreten.

## Titelliste
| #   | Titel                            | Produzent(en)                                               | Länge |
| --- | -------------------------------- | ----------------------------------------------------------- | ----- |
| 1.  | Julius Caesar                    | Shindy                                                      | 4:40  |
| 2.  | Safe                             | Shindy, Beatzarre, Djorkaeff, Jeremia Anetor                | 2:47  |
| 3.  | JFK (Album Edit)                 | Shindy, Beatzarre, Djorkaeff, Jeremia Anetor, B-Case        | 3:09  |
| 4.  | Steve Blowjobs                   | Shindy, Beatzarre, Djorkaeff, Jeremia Anetor                | 3:06  |
| 5.  | Bang Bang (feat. Bushido)        | Shindy, Beatzarre, Djorkaeff, Jeremia Anetor                | 3:02  |
| 6.  | Venedig                          | Shindy, Beatzarre, Djorkaeff                                | 3:29  |
| 7.  | Pancakes                         | Shindy, Beatzarre, Djorkaeff, Jeremia Anetor                | 3:36  |
| 8.  | No Joke (feat. Ali Bumaye)       | Shindy, Beatzarre, Djorkaeff, Jeremia Anetor                | 2:49  |
| 9.  | Alle meine Fans (feat. Kollegah) | Shindy                                                      | 4:00  |
| 10. | Thriller                         | Shindy, Beatzarre, Djorkaeff, Jeremia Anetor, Sylvia Gordon | 3:31  |
| 11. | Sterne (feat. Bushido)           | Shindy, Beatzarre, Djorkaeff, Jeremia Anetor                | 3:30  |
| 12. | #BITCHICHBINFAME                 | Shindy, Beatzarre, Djorkaeff, Jeremia Anetor                | 2:59  |
| 13. | Standing Ovations                | Shindy, Beatzarre, Djorkaeff                                | 3:24  |
| 14. | Steve Urkel                      | Shindy                                                      | 2:34  |

Bonussongs der Deluxe-Version
| #   | Titel                             | Produzent(en)                                | Länge |
| --- | --------------------------------- | -------------------------------------------- | ----- |
| 15. | Nikotin & Alkohol (feat. Bushido) | Shindy, Beatzarre, Djorkaeff, Jeremia Anetor | 2:58  |
| 16. | Für immer                         | Beatzarre, Djorkaeff, Jeremia Anetor         | 3:05  |

## Rezeption

### Kommerzieller Erfolg
Das Album stieg Ende Oktober 2014 auf Anhieb an die Spitze der deutschen, der österreichischen und der Schweizer Charts ein. Laut Angaben Bushidos konnte das Album über 80.000 Einheiten in der ersten Verkaufswoche absetzen. Am 14. November 2014, etwa vier Wochen nach Release, verkündete Bushido via Twitter, dass FVCKB!TCHE$GETMONE¥ Goldstatus für über 100.000 verkaufte Einheiten erreicht habe. 2023 erhielt das Album für mehr als 200.000 Verkäufe Platin.

### Chartplatzierungen
| ChartsChartplatzierungen | Höchstplatzierung | Wochen |
| ------------------------ | ----------------- | ------ |
| Deutschland (GfK)        | 1 (10 Wo.)        | 10     |
| Österreich (Ö3)          | 1 (6 Wo.)         | 6      |
| Schweiz (IFPI)           | 1 (8 Wo.)         | 8      |

| ChartsJahrescharts (2014) | Platzierung |
| ------------------------- | ----------- |
| Deutschland (GfK)         | 27          |
| Österreich (Ö3)           | 48          |
| Schweiz (IFPI)            | 50          |

### Auszeichnungen für Musikverkäufe
| Land/Region        | Auszeichnungen für Musikverkäufe (Land/Region, Auszeichnung, Verkäufe) | Verkäufe |
| ------------------ | ---------------------------------------------------------------------- | -------- |
| Deutschland (BVMI) | Platin                                                                 | 200.000  |
| Insgesamt          | 1× Platin ·                                                            | 200.000  |

### Kritik
| Professionelle Bewertungen | Professionelle Bewertungen |
| -------------------------- | -------------------------- |
| Kritiken                   |                            |
| Quelle                     | Bewertung                  |
| laut.de                    | [ 10 ]                     |
| Backspin                   | [ 11 ]                     |

Laura Sprenger von Laut.de vergab zwei von fünf möglichen Sternen und bewertete das Album als „overhyped“.

„Eine kleine Spitzfindkeit zum Schluss: „Fünf-Sterne-Hotels oder -Restaurants / Fünf-Sterne-Rap par exellence“, flowt Shindy. Fünf-Sterne-Restaurants gibts aber gar nicht. Ha! Und Fünf-Sterne-Rap bietet „FVCKB!TCHE$GETMONE¥“ leider auch nicht.“

Das Backspin Hip Hop Magazin zählt „FVCKB!TCHE$GETMONE¥“ zu „den Besten Veröffentlichungen der letzten Monate“ und vergab 4,5 von fünf Boxen für das Album.

„Er [Shindy] beweist auf „FVCKB!TCHE$GETMONE¥“, dass unterschwellig ordinäre Oberflächlichkeit, verpackt in gute Reime und Vergleiche auf hochwertige Beats bestens funktioniert.“

## Vermarktung

### Musikvideos
Vorab zum Album wurde am 19. September 2014 ein Splitvideo zu den Songs JFK und Safe veröffentlicht. Am 8. Oktober 2014 folgte dann ein gemeinsames Video mit Bushido zu dem Song Sterne.

### Videoblogs und Interviews
Begleitend mit dem Release des Albums wurden insgesamt fünf Infovideos auf der Videoplattform YouTube veröffentlicht. Weiter wurden im Vorfeld Interviews am 9. September 2014 mit der Hip-Hop-Website rap.de, am 15. September mit hiphop.de, am 22. September mit 16bars.tv, am 30. September mit Backspin.tv, sowie am 3. Oktober 2014 mit Berlinmusic.tv veröffentlicht. 